# Sanborn County
Sanborn County är ett administrativt område i delstaten South Dakota, USA, med 2 355 invånare. Den administrativa huvudorten (county seat) är Woonsocket. 

## Geografi
Enligt United States Census Bureau så har countyt en total area på 1 477 km². 1 474 km² av den arean är land och 3 km² är vatten. 

### Angränsande countyn
- Beadle County, South Dakota - nord
- Miner County, South Dakota - öst
- Hanson County, South Dakota - sydost
- Davison County, South Dakota - syd
- Aurora County, South Dakota - sydväst
- Jerauld County, South Dakota - väst